# Lockheed EC-121 Warning Star
Il Lockheed EC-121 Warning Star era un quadrimotore ad ala bassa, sviluppato ad uso militare dall'originario Lockheed L-049 Constellation da trasporto passeggeri di linea, prodotto dall'azienda statunitense Lockheed Corporation negli anni cinquanta ed impiegato, prevalentemente, come aereo AEW per la guerra elettronica dall'United States Navy e dall'United States Air Force.
Al di là del loro iniziale impiego, con il passare del tempo ed in ragione dell'installazione di differenti apparecchiature elettroniche, gli EC-121 vennero inoltre utilizzati nello spionaggio tramite l'intercettazione delle comunicazioni (SIGINT) e nella lotta antisommergibile.
Entrati in servizio nel 1954 vi rimasero fino al 1978; un singolo esemplare (aggiornato e modificato) rimase operativo con la US Navy fino al 1982.

## Sviluppo
La fase di sviluppo delle versioni AEW del Constellation ebbe inizio sul finire della seconda guerra mondiale: a quell'epoca la US Navy aveva condotto studi sull'impiego dei radar in funzione di sorveglianza aerea mediante il Programma Cadillac che portò alla realizzazione della variante TBM-3W del Grumman TBF Avenger alla quale viene riconosciuto (sebbene impiegata per un breve lasso di tempo e successivamente evoluta in una versione antisom) il primato di primo velivolo AEW della storia.
In sostanza il nuovo velivolo era progettato per fungere da picchetto radar, ovvero piattaforma di rilevamento a distanza delle incursioni aeree avversarie; in particolare all'epoca, si era agli inizi della guerra fredda, il compito di tale strumento era quello di integrare la Distant Early Warning Line nella tempestiva rilevazione di ipotetiche minacce sovietiche.

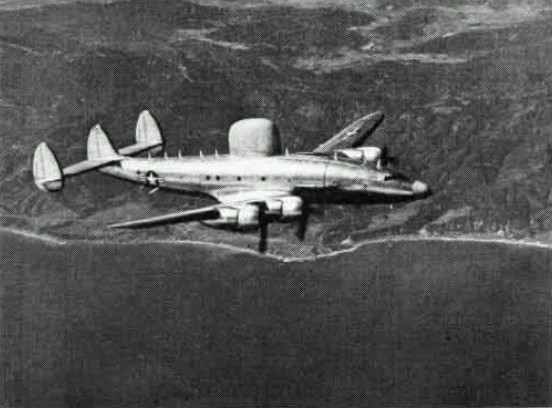
Un PO-1W in volo.

I primi velivoli realizzati dalla Lockheed furono il frutto della modifica di due Model 749: dotati di un radome dorsale (più alto e stretto) ed uno ventrale (più tozzo e meno pronunciato) destinati a contenere le apparecchiature elettroniche necessarie, videro il battesimo dell'aria nel corso del 1949 (ed ovviamente non sfuggirono agli occhi degli osservatori). Questi due esemplari, inizialmente identificati con la sigla PO-1W (divenuta WV-1 nel 1952) in base al vigente sistema di designazione dei velivoli dell'US Navy, ebbero principalmente una funzione sperimentale e di raccolta dati.
Il passo successivo fu quello di utilizzare la più recente cellula del Model 1049 (commercialmente conosciuto come Super Constellation): designata dall'US Navy WV-2, oltre a riproporre i radome dorsale e ventrale contenenti le apparecchiature elettroniche, introduceva il cono di prua allungato per l'installazione del radar meteorologico ed i serbatoi di combustibile supplementari alle estremità alari. La designazione di fabbrica fu Model 1049A e ne furono costruiti 142 esemplari (tra il 1953 ed il 1958), il primo dei quali consegnato nei primi mesi del 1954. Questi velivoli, quando nel 1962 furono unificate le denominazioni di US Navy ed USAF, vennero successivamente identificati come EC-121K.
Nel corso del 1952 si manifestò l'interessamento al velivolo anche da parte dell'USAF: inizialmente camuffato come ordine per una serie di esemplari da destinare al trasporto, nel corso dell'anno successivo l'interessamento si concretizzò nella consegna di 10 esemplari (della versione Model 1049B, effettivamente utilizzata anche per la versione da trasporto R7V-1 destinata all'US Navy) ai quali fu assegnata la sigla RC-121C.
Nel 1954 iniziò la produzione della versione successiva, ancora una vola destinata all'USAF e denominata RC-121D: fu la versione prodotta nel maggior numero di esemplari (fino al 1956 ne furono realizzati 5 diversi lotti, per un totale di 72 velivoli). La versione riproponeva i serbatoi ausiliari alle estremità alari (assenti nella RC-121C) ed introduceva aggiornamenti nella dotazione delle apparecchiature elettroniche. Un esemplare fu esposto e mostrato in volo all'America's National Air Show di Philadelphia del 1955.
Risale al 1955 la consegna dei velivoli della terza versione prodotta per l'US Navy: identificata come WV-3, prendeva nuovamente origine da cellule del Model 1049A, prive dei serbatoi supplementari alle estremità delle ali. In particolare questa versione montava (secondo le fonti reperite) apparecchiature destinate alla ricognizione meteorologica, in aggiunta a quelle per gli ormai tradizionali compiti AEW; tra le caratteristiche peculiari del velivolo degna di nota è la presenza di uno speciale comparto pressurizzato dal quale era possibile lanciare palloni sonda. Questa versione, ridesignata WC-121N dopo il 1962, fu anche l'ultima ad uscire ex novo dalle catene di montaggio della Lockheed.
Le successive varianti, indicate con sigle identificative che giunsero fino alla EC-121T, furono il frutto di ulteriori progressivi, e talvolta ripetuti, aggiornamenti delle cellule esistenti. Tali aggiornamenti riguardarono prevalentemente le apparecchiature elettroniche destinate alle funzioni specifiche del velivolo: irriconoscibili esteriormente, poiché nascosti all'interno della fusoliera o dei rispettivi radome, furono utilizzati apparati che progressivamente sostituirono i "classici" radar di intercettazione degli avversari, per evolversi verso le prime forme di guerra elettronica sia nel campo delle ECM sia in quello delle ESM.

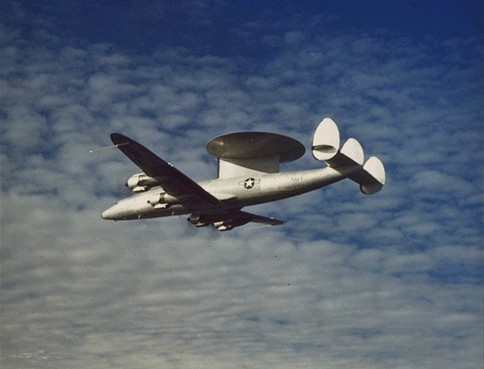
Il WV-2E, versione sperimentale equipaggiata con un rotodome.

Tra i pochi interventi che determinarono modifiche sostanziali sulla struttura, necessitano una citazione quelli realizzati nel corso del 1956 su un esemplare di WV-2 che venne successivamente identificato con la sigla specifica WV-2E: in questo esemplare di Warning Star scomparve il radome ventrale e quello dorsale venne sostituito con una sovrastruttura di forma discoidale collegata alla fusoliera da un pilone centrale di forma allungata. Questo disco era definito in lingua inglese sia con il termine saucer ad indicarne la sezione ovale, che con quello di rotodome in quanto conteneva l'antenna radar di tipo rotante, motorizzata. Il disco posto sopra la fusoliera generava portanza (al fine di agevolare il volo dell'aereo), ma costituiva un peso aggiuntivo di 90 q per la struttura del velivolo. Precursore, nelle forme esteriori, dei velivoli AWACS di più moderna costruzione questo velivolo ricevette, a partire dal 1962, la designazione di EC-121L.
Nessun esemplare di Warning Star fu mai venduto a forze aeree straniere anche se, nel corso del 1966, la britannica Royal Air Force sembrò in procinto di acquistare 18 esemplari di EC-121 dismessi da parte dell'USAF.
Complessivamente furono costruiti 234 esemplari delle diverse versioni di Warning Star che prestarono servizio nell'US Navy e nell'USAF fino ad oltre la metà degli anni settanta quando furono sostituiti nei reparti di volo dai più recenti Boeing E-3 Sentry. Un singolo esemplare, della versione EC-121K in servizio presso il Tactical Electronic Warfare Squadron 33 dell'US Navy, compì l'ultimo volo operativo il 25 giugno 1982.

## Descrizione tecnica

### Struttura
Strutturalmente il Warning Star, come già detto, utilizzava la cellula del Lockheed L-1049 Super Constellation. Si trattava quindi di un quadrimotore ad ala bassa dalla struttura interamente metallica.
La fusoliera aveva sezione circolare ed era caratterizzata dalla presenza degli inconfondibili radome realizzati in materiale plastico; questi avevano la funzione di ricoprire le diverse apparecchiature elettroniche di cui disponevano i velivoli, al fine di mantenere, per quanto possibile, la pulizia aerodinamica del velivolo.
All'interno della fusoliera trovavano posto i membri dell'equipaggio: il loro numero era variabile (a seconda del tipo e della durata delle missioni), ma la struttura era ottimizzata al fine di imbarcare due distinti equipaggi che si alternavano al servizio operativo nelle missioni di più lunga durata.
Rispetto al velivolo commerciale rimanevano invariati il carrello d'atterraggio (di tipo triciclo anteriore), la struttura alare (con l'evidente angolo diedro negativo) e gli impennaggi; questi in particolare, con la loro caratteristica tripla deriva ovale, risultavano particolarmente idonei alle caratteristiche del velivolo in quanto non disturbati, nella propria funzione aerodinamica, dalla presenza del radome dorsale malgrado i suoi 11 ft di altezza (3,35 m).

### Motore
Come tutti gli altri velivoli della famiglia del Constellation anche il Warning Star mantenne inalterato l'apparato propulsivo impiegando, in tutte le varianti nelle quali fu realizzato, quattro Wright R-3350 Duplex Cyclone, motori radiali a diciotto cilindri raffreddati ad aria.
In particolare, a parte i due esemplari della versione WV-1 derivati dalle cellule del Model 749, vennero sempre adottati motori equipaggiati con il sistema turbo-compound, prevalentemente al fine di poter garantire prestazioni accettabili malgrado il considerevole incremento di peso dovuto alla presenza dalle apparecchiature (circa il 5% del peso al decollo, rispetto alla versione commerciale).

### Sistemi
Le dotazioni elettroniche installate sulle versioni WV-2 ed EC-121D erano costituite da un radar di ricerca AN/APS-20 operante nella banda S (costruito dalla Hazeltine Corporation e dalla General Electric), disposto nel radome ventrale e da un radar AN/APS-45 (prodotto dalla Texas Instruments), alloggiato nel radome dorsale, al quale spettava il compito di rilevare la quota dei velivoli avversari. Il raggio d'azione di questi apparati era di poco più di 300 km da una quota operativa di circa 7 600 m.
Per quanto concerne il singolo esemplare di WV-2E, venne confermato l'impiego del radar ventrale AN/APS-20, mentre sul dorso venne installata un'antenna rotodome, cioè rotante, a forma di disco e con il diametro di circa 12 m, azionata da un motore idraulico. Il rotodome era l'antenna del radar di scoperta AN/APS-70 caratterizzato da una copertura stimata pressoché raddoppiata rispetto al precedente.
Altre tipologie di apparecchiature vennero installate sui velivoli impiegati nel campo delle contromisure o del supporto elettronico; trattandosi di serie di pochi velivoli o di apparecchiature destintate a specifiche missioni, ove le informazioni siano disponibili se ne rimanda la trattazione al paragrafo dedicato all'impiego operativo.

## Impiego operativo

### US Navy
La realizzazione e l'impiego dei Warning Star facevano parte della strategia difensiva degli Stati Uniti d'America varata nel dopoguerra, in particolare in conseguenza del blocco di Berlino del 1948. Le necessità di realizzare una rete difensiva contro possibili minacce aeree nemiche divenne ancor più evidente l'anno successivo, in seguito alla realizzazione dei primi test con armi nucleari da parte dell'Unione Sovietica.

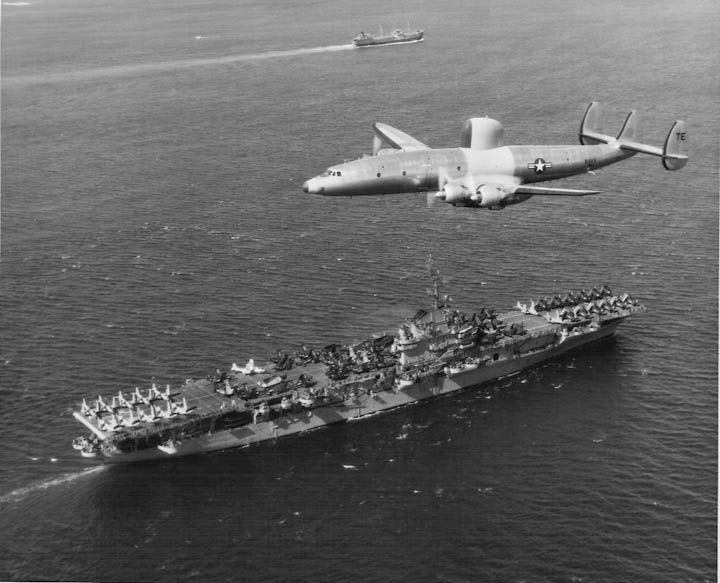
Un Willy-Victor in volo sopra la nei pressi di Barbers Point (Hawaii), nel 1954.

In sostanza la difesa da potenziali minacce aeree venne affidata ad una serie di stazioni radar basate sulla terraferma ed alla US Navy che impiegò alcune unità della flotta in funzione di picchetto radar integrandone le capacità di scoperta con l'utilizzo di velivoli dotati di radar a lungo raggio; in particolare la funzione di Airborne Early Warning avrebbe consentito di rilevare aggressori che volavano al di sotto delle quote operative dei radar basati sulle navi. Questo primo passo verso una linea di difesa basata sull'impiego dei radar venne chiamato Lashup e divenne operativo nel 1950.
Già l'anno successivo entrò in funzione la Pinetree Line cui fece seguito, operativa dal 1957, la DEW Line; il comando operativo di queste reti di rilevamento, le cui basi erano sia in territorio statunitense che canadese, venne affidato al NORAD, appositamente costituito.
In ambito aeronautico l'US Navy contribuì mettendo a disposizione le esperienze già maturate con l'impiego (sul finire della seconda guerra mondiale) della versione AEW del Grumman TBF Avenger (la già ricordata TBM-3W) che tuttavia non venne considerata adeguata al compito, in ragione dell'autonomia insufficiente al tipo di missione richiesta.
In seguito l'US Navy, che aveva acquistato una serie di 48 bombardieri B-17 da impiegare come pattugliatori marittimi, nel 1946 ne modificò 20 equipaggiandoli con il radar di scoperta AN/APS-20 sistemato nel vano bombe, ridenominandoli PB-1W. Nel 1949 vennero consegnati i primi due Warning Star della serie PO-1W, cui fecero seguito, nel 1954, i primi esemplari della serie PO-2W la cui designazione, in seguito ad una prima razionalizzazione delle designazioni operata dalla Marina, divenne presto WV-2; questa nuova sigla portò con sé il nomignolo che gli equipaggi attribuirono al velivolo: con l'impiego dell'alfabeto fonetico NATO le parole Willy-Victor, utilizzate per scandire le sigle della denominazione, accompagnarono per tutta la loro carriera i quadrimotori della Lockheed.
Sempre nel 1954 la linea di difesa disposta a nord venne integrata con due analoghe "barriere" di intercettazione disposte, una ciascuna, lungo le coste oceaniche degli Stati Uniti. Le componenti aeree della Barriera Atlantica (BarLant) erano costituite dai reparti "VW-13" e "VW-15" che si alternavano nella Naval Air Station Patuxent River (situata nella Contea di Saint Mary's) e dal reparto "VW-11" basato nella Naval Air Station Argentia (nell'isola canadese di Terranova). Per quanto concerne il dispiegamento di reparti nella Barriera del Pacifico, fino al 1956 l'unico reparto con funzioni AEW era il "VW-1" di base presso la Naval Air Station Barbers Point situata nella Contea di Honolulu, tuttavia il principale compito di questo reparto era quello di addestrare gli equipaggi dei nuovi Warning Star. A partire dal 1956 altri tre reparti ("VW-12", "VW-14" e "VW-16") vennero resi operativi sempre presso la medesima base.
Il sistema delle "barriere" venne abbandonato nel settembre del 1965 ed i Willy-Victor vennero progressivamente dismessi, mentre altri reparti impiegarono il velivolo fino alla seconda metà degli anni settanta. Nello specifico rimasero operativi i Warning Star EC-121M assegnati al "VQ-1" (basato presso la Naval Air Facility Atsugi, situata nella città di Yamato, in Giappone) ed al "VQ-2" (basato presso la Naval Air Station Rota Spain, situata nei pressi di Rota in Spagna) ed i ricognitori meteorologici WC-121N del "VW-4" (di base presso la Naval Air Station Jacksonville nell'omonima città della Florida) e del "VW-1" (che in questo caso operavano dall'isola di Guam, nelle Filippine) impiegati come cacciatori di uragani (in inglese, Hurricane Hunter). Infine gli ultimi reparti a dismettere gli EC-121 furono il "VT-86" con compiti di addestramento degli equipaggi (basato presso la Naval Air Station Glynco, situata in prossimità della città di Brunswick in Georgia) ed il "VAQ-33" (stanziato presso la Naval Station Norfolk nei pressi dell'omonima città della Virginia).

### USAF
Dal canto suo la US Air Force impiegò gli EC-121 nel periodo compreso tra il 1954 ed il 1978. Fino allo scoppio della guerra del Vietnam, il compito principale dei reparti dell'USAF era quello di integrare (su rotte di volo più vicine alla costa) la sorveglianza degli omologhi velivoli della Marina, realizzando lungo le coste degli USA quelle che vennero definite con il termine di Contiguous Barrier: in sostanza nell'ambito della strategia di difesa più sopra descritta i velivoli dell'USAF coprivano un'area intermedia tra quella coperta dai WV-2 dell'US Navy e le stazioni radar basate a terra o sulle navi "picchetto".
I reparti impegnati in questi ruoli erano il 551st Airborne Early Warning and Control Wing (presso la Otis Air Force Base nelle vicinanze di Capo Cod) sulla costa atlantica ed il 552nd Airborne Early Warning and Control Wing (McClellan Air Force Base situata nella zona di North Highlands, nella Contea di Sacramento) sulla costa pacifica. In seguito alla crisi dei missili di Cuba venne costituito il 966th Airborne Early Warning and Control Wing che, operando dalla McCoy Air Force Base (non lontano da Orlando, in Florida), aveva il duplice compito di monitorare le attività nello spazio aereo cubano e di tracciare costantemente le missioni di sorveglianza svolte nella medesima area dai ricognitori U-2.

### Guerra del Vietnam

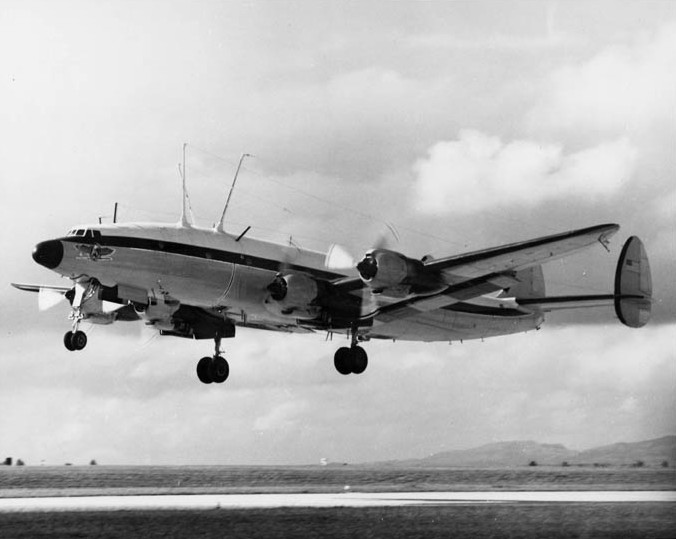
Uno dei Lockheed NC-121J Blue Eagle dell'U.S. Navy.

Nel corso della guerra, tra l'aprile del 1965 ed il giugno del 1974, l'impiego dei Warning Star fu intensivo da parte di entrambe le forze aeree degli Stati Uniti d'America: oltre ai tradizionali compiti AEW i vari reparti operativi furono equipaggiati con velivoli dotati di apparecchiature speciali destinate, a seconda dei casi, ad operazioni di guerra elettronica e di guerra psicologica.
L'US Navy schierò i propri WV-2 inquadrandoli nel "VX-8" (ridesignato in "VXN-8" nel gennaio del 1969). Di questo reparto fecero parte anche le Blue Eagles: si trattava di due velivoli designati NC-121J che (nell'ambito del "Progetto Jenny") vennero utilizzati come piattaforme per la trasmissione di programmi televisivi sia sul canale destinato alle truppe americane che sul canale televisivo nazionale del Vietnam del Sud. Lo stesso reparto aveva il compito di compiere missioni di radar jamming che svolgeva operando nei cieli del Golfo del Tonchino e del Laos.
Da parte sua l'USAF rischierò il "552nd Airborne Early Warning and Control Wing" sull'aeroporto di Tainan, che oltre all'aerostazione civile ospita un reparto della Forza Aerea di Taiwan; formò inoltre, nell'ottobre del 1967 il "553rd Reconnaissance Wing", la cui base operativa venne organizzata in territorio thailandese; tale reparto rimase operativo fino al dicembre del 1970.
La Pennsylvania Air National Guard impiegava, inquadrati nel "193rd Tactical Electronic Warfare Squadron", almeno quattro velivoli della versione EC-121S: conversioni a compiti di guerra elettronica di cellule di C-121 da trasporto, vennero impiegati a partire dal 1966 per lo sviluppo di tecniche di guerra psicologica (note con il nome di Coronet Solo). Nel corso della guerra il reparto fu mobilitato e schierato presso la base di Korat della aeronautica militare thailandese tra il 1967 ed il 1971; a partire dal luglio del 1970 due dei Warning Star furono destinati a mettere in atto le Psyops nell'ambito di missioni note come "Operazione Commando Buzz".

#### Big Eye Task Force
I primi sviluppi dell'Operazione Rolling Thunder, con la quale l'aviazione statunitense intendeva colpire punti nevralgici delle forze nord-vietnamite mediante bombardamenti strategici, misero in luce che, in particolare nell'area di Hanoi, i piloti statunitensi incontravano crescenti difficoltà nel condurre attacchi e nell'affrontare con successo i reparti da caccia avversari; apparve chiaro che i MiG vietnamiti potevano godere di un valido supporto da terra (indicato come GCI, Ground Control Intercept) che poteva fornire loro informazioni precise al fine di ridurre al minimo ogni elemento di sorpresa.

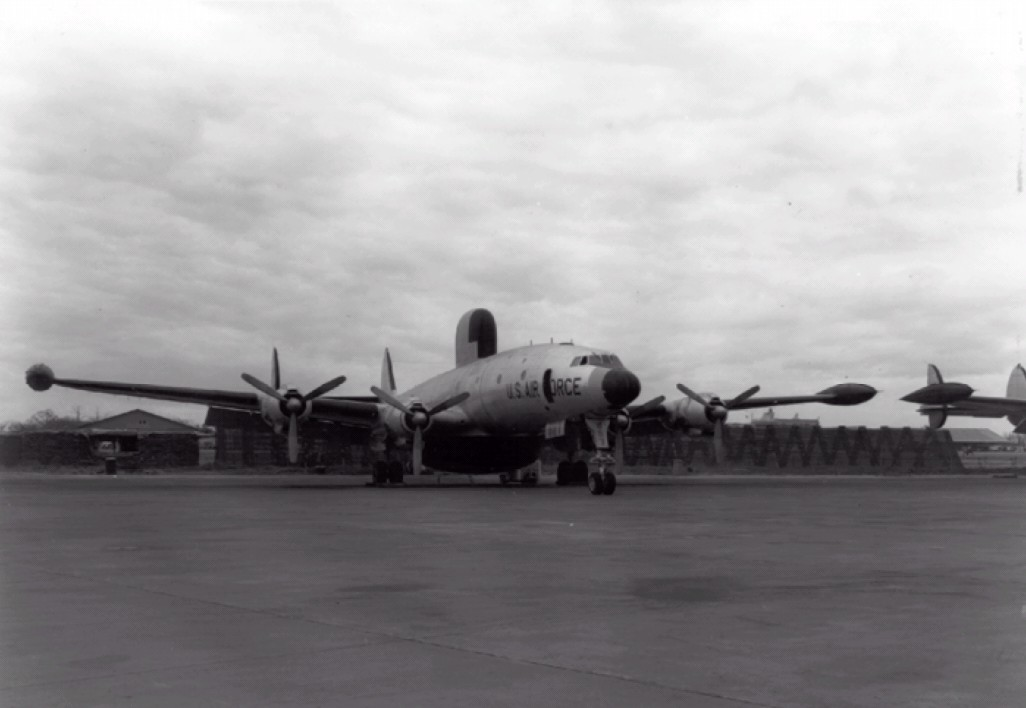
Un EC-121D del 552nd Airborne Early Warning & Control Wing fotografato presso la base di Korat della Royal Thai Air Force.

Di contro le omologhe forze statunitensi, non erano in grado di garantire un analogo appoggio a causa del loro limitato raggio d'azione e degli insufficienti equipaggiamenti di trasmissione.
L'USAF utilizzava una struttura a terra presso la base di Nakhon Phanom della Reale Marina Militare Thailandese (cittadina situata nelle vicinanze del Mekong, capitale dell'omonima provincia) che, tuttavia, non riusciva a coprire la zona di Hanoi in quanto al di fuori della linea di vista.
L'US Navy si avvalse di una rete si navi in funzione "picchetto radar" operanti nel Golfo del Tonchino, (rete di intercettazione denominata PIRAZ, da Positive Identification and Radar Advisory Zone) e del Grumman E-1 Tracer, imbarcato sulle portaerei impegnate nell'area; tuttavia le attrezzature elettroniche delle prime si rivelarono inaffidabili ed il raggio d'azione del radar di ricerca del secondo non era sufficientemente ampio per coprire le necessità.
La Seventh Air Force richiese una forza di supporto radar aereo che venne realizzata mediante la creazione della Big Eye Task Force costituita da velivoli Warning Star del "552nd Airborne Early Warning and Control Wing" che, come detto, vennero rischierati presso la base di Tainan e che ebbero come base operativa avanzata la Tan Son Nhut Air Base, nei pressi di Saigon.
Il compito degli EC-121 era quello di individuare i velivoli nemici che volavano al di sopra del Mar Cinese meridionale; malgrado il verificarsi di echi (generati prevalentemente dalle onde dell'oceano) che disturbavano i segnali radar gli equipaggi dei Warning Star riuscirono a mettere a frutto l'esperienza maturata seguendo i velivoli Sovietici nei cieli di Cuba, grazie alla quale erano in grado di individuare aerei nemici che volavano alle medie altitudini in un raggio di 150 miglia, sfruttando il rimbalzo sull'acqua delle onde radar emesse dai loro stessi velivoli.
L'impiego operativo nel Sud-est asiatico prevedeva l'utilizzo contemporaneo di una coppia di Warning Star: il primo operava su una rotta circolare di 50 miglia, distante circa 30 miglia dalla costa, ad un'altitudine variabile tra i 50 ed i 300 ft (tra 15 e 90 m) mentre il secondo (in qualità di ricambio) restava in attesa, più distante dalla costa, ad una quota di circa 10 000 ft. Le due orbite di volo erano rispettivamente indicate come Alpha Orbit e Bravo 0rbit. Questa prassi operativa garantiva un raggio di intercettazione di circa 100 miglia, sufficiente a garantire copertura nei cieli metropolitani di Hanoi e della base di Phuc Yen, principale base dei caccia nord vietnamiti. Di contro, poiché il radar AN/APS-45 aveva un raggio operativo di 70 miglia, agli equipaggi degli EC-121 non era sempre possibile fornire informazioni precise circa l'altitudine del velivolo nemico.
Le missioni di questo tipo ebbero inizio il 21 aprile 1965: i due velivoli impegnati vennero identificati con i codici Ethan Alpha ed Ethan Bravo che divennero i codici identificativi standard. Ciascuna missione aveva una durata approssimativa di cinque ore: prendeva l'avvio dopo che i Warning Star avevano effettuato il rifornimento di carburante presso la base di Đà Nẵng ed era subordinata alla presenza nell'area della copertura fornita dai velivoli da caccia in missione di Combat air patrol (in genere tale copertura era garantita da caccia F-104). La missione risultava particolarmente provante per gli equipaggi oltre che in ragione della durata e del rischio di essere intercettati ed abbattuti, anche per la scarsa efficienza dei sistemi di condizionamento dovuta alla bassa quota operativa ed al prolungato utilizzo delle apparecchiature elettroniche.
Il 10 luglio 1965 si registrò la prima missione di intercettazione guidata a distanza da un EC-121: due caccia F-4C guidati dai report dei Warning Star intercettarono ed abbatterono due MiG-17.
In seguito ad attacchi da parte dei Viet Cong alla base di Tan Son Nhut l'USAF, nel corso del 1966, decise il trasferimento della sede operativa dei Warning Star in territorio thailandese; dopo mesi di spostamenti tra diverse basi, nell'ottobre del 1967 la sede definitiva venne stabilita presso la base di Korat.

#### College Eye Task Force

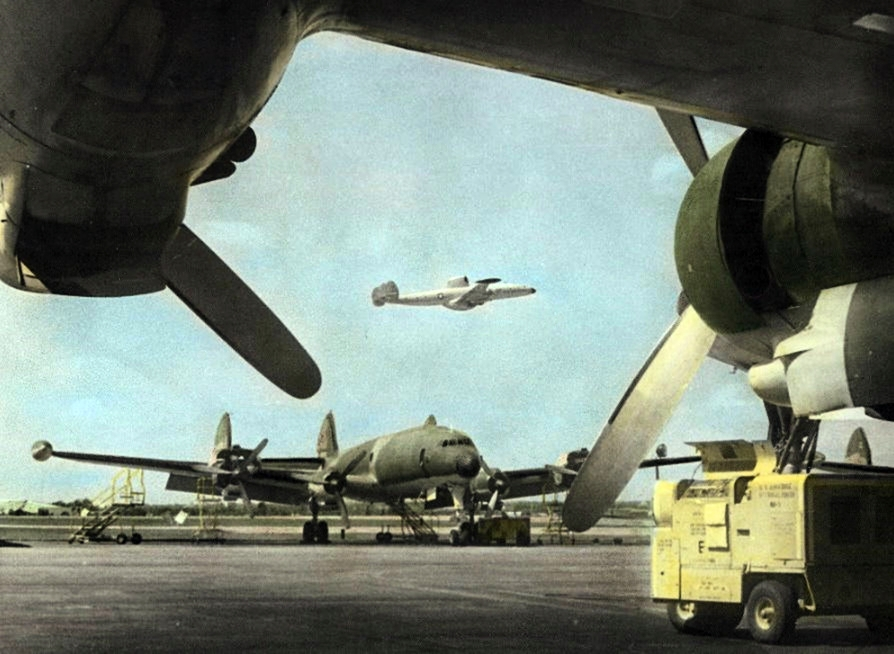
Ancora un EC-121D ripreso nella base thailandese di Korat.

Il 1º marzo 1967 la Big Eye venne ridenominata College Eye Task Force e, temporaneamente, rischierata sulla base thailandese di Ubon Ratchathani. La variazione nella denominazione della Task Force non risulta, dalle fonti reperite, immediatamente collegabile ad una variazione nella tipologia delle missioni né nella tattiche impiegate nella loro realizzazione.
I Warning Star quindi proseguirono nelle loro consuete missioni di scoperta a distanza dei velivoli nemici; inoltre furono chiamati a supportare le operazioni di Combat Air Patrol affidate ai caccia F-4 in copertura agli attacchi effettuati dai cacciabombardieri F-105. Altri utilizzi marginali delle capacità degli EC-121 riguardavano l'assistenza alle missioni di tipo combat SAR oppure la guida verso l'aerocisterna di velivoli a corto di carburante.
Inoltre, già a partire dalla primavera del 1966, i Warning Star erano stati chiamati a sorvegliare il rispetto della no fly zone nei cieli della Cina da parte dei velivoli statunitensi, in seguito all'abbattimento di un MiG nord vietnamita che si trovava all'interno dello spazio aereo cinese. Per svolgere questo compito gli EC-121 percorrevano una terza rotta (definita Charlie Station) localizzata poco a nord di Vientiane, nel Laos.
A partire dall'aprile del 1967 gli EC-121 vennero equipaggiati con un'apparecchiatura in grado di interrogare i transponder installati sui velivoli in funzione IFF; questa apparecchiatura, designata QRC-248 (QRC è sigla di Quick Reaction Capabilities cioè "Capacità di reazione rapida"), era stata sviluppata, ancora una volta, nei cieli antistanti Cuba al fine di monitorare i movimenti dei velivoli avversari. L'apparecchiatura era in grado di individuare i transponder IFF utilizzati dai velivoli di produzione sovietica ed alla prova dei fatti venne appurato che i velivoli nord vietnamiti impiegavano le medesime apparecchiature IFF già installate sugli aerei dell'aviazione cubana. L'impiego del QRC-248 rimase tuttavia, ancora per qualche mese, esclusivamente nella fase passiva: gli equipaggi degli EC-121 non potevano, cioè, interrogare i transponder dei velivoli sovietici (per non svelare al nemico l'esistenza dell'apparecchiatura stessa) ma dovevano limitarsi ad individuare i messaggi di risposta dei trasponder quando questi venivano interrogati dai radar delle loro basi. L'impiego attivo del QRC-248 fu consentito solo a partire dai primi giorni di ottobre ed i risultati, sia in termini di abbattimenti che di scampate imboscate, furono così incoraggianti che prima della fine di dicembre i voli a bassa quota della Alpha Orbit vennero abbandonati mentre la Bravo Orbit fu spostata più vicina al territorio del Vietnam.
Le missioni della College Eye Task Force proseguirono fino al mese di luglio del 1968 quando l'unità venne trasferita presso la base giapponese di Itazuke (l'attuale aeroporto di Fukuoka) ed il numero di EC-121 venne ridotto a quattro velivoli. Nel successivo mese di ottobre il reparto venne rinominato in "Distaccamento 1" della 552nd Airborne Early Warning and Control Wing; infine gli EC-121 vennero ritirati dal sudest asiatico, nelle intenzioni dell'USAF a titolo definitivo, nel giugno del 1970.

#### Batcat

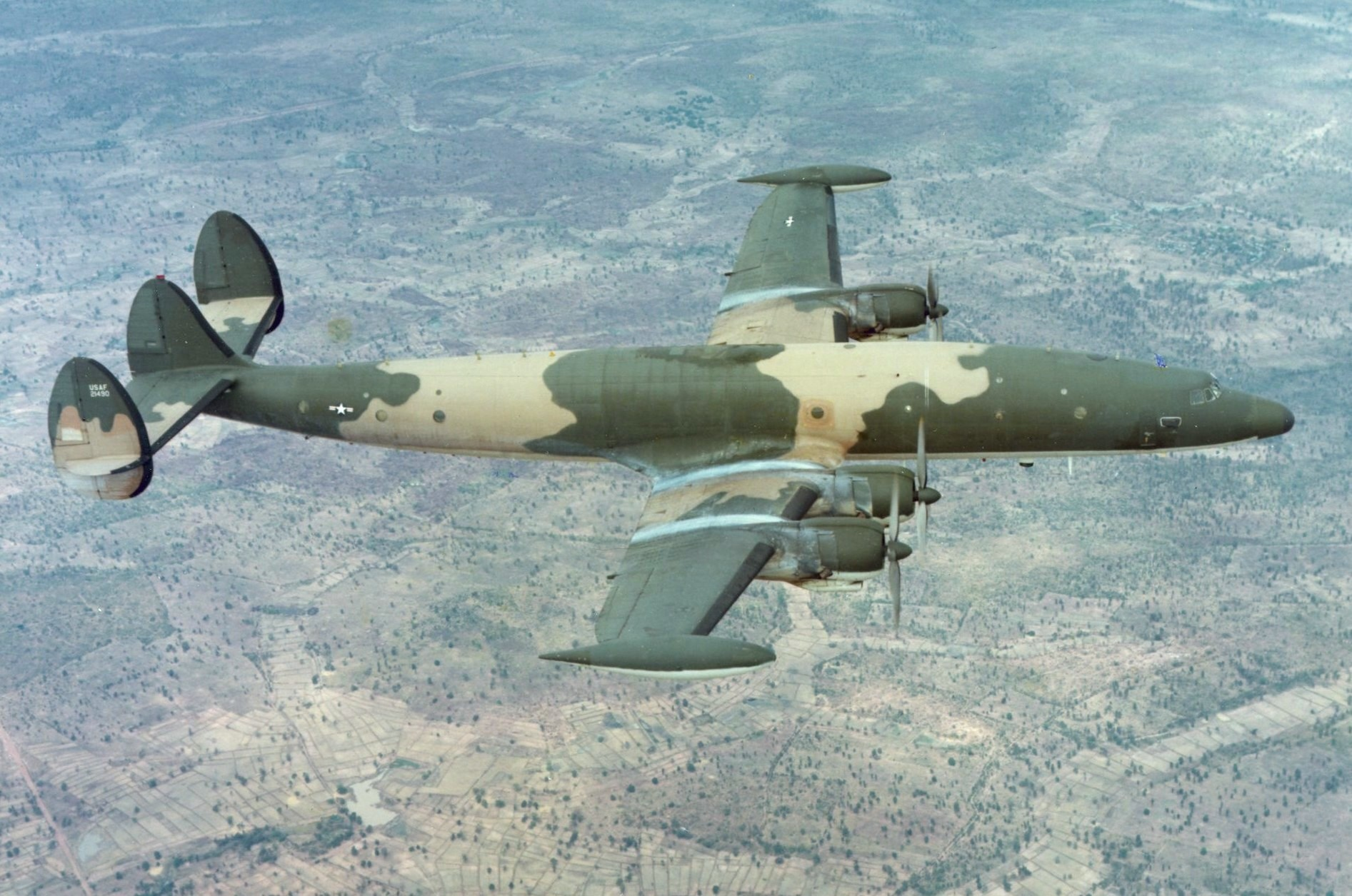
Un EC-121R del 553rd Reconnaissance Wing in una foto risalente al gennaio del 1969.

Un altro tipo di missioni realizzate con l'impiego di velivoli Warning Star riguardò l'impiego di sensori destinati ad identificare il movimento di truppe nemiche lungo il Sentiero di Ho Chi Minh nell'ambito dell'Operazione Igloo White. Gli aerei impegnati erano una ventina di esemplari provenienti dall'US Navy che, modificati nelle dotazioni elettroniche di bordo, vennero ridenominati EC-121R e soprannominati (in modo non ufficiale) Batcat, dall'identificativo loro assegnato nelle comunicazioni via radio. Un aspetto particolare di questi velivoli era la livrea mimetica (che li distingueva con estrema facilità dagli altri EC-121).
Inquadrati dall'USAF nel 553rd e nel 554th Reconnaissance Squadrons (a loro volta facenti parte del 553rd Reconnaissance Wing), divennero operativi nella seconda metà di ottobre del 1967; i due reparti erano stanziati presso la base di Korat, in Thailandia. Progressivamente aggiornati con sensori di più recente costruzione (i QU-22, installati anche su un'apposita versione del Beechcraft Bonanza), questi velivoli vennero gradualmente ritirati, a partire dalla metà di dicembre del 1970. L'ultima missione di un Batcat venne effettuata un anno dopo, il 5 dicembre 1971.

#### Rivet Top
Nell'estate del 1967 uno degli EC-121 della College Eye Task Force venne modificato (e successivamente ridesignato EC-121M) con l'installazione di nuove apparecchiature che ne incrementavano la capacità di interrogazione dei transponder nemici (consentendo di ampliare la gamma di velivoli individuabili) e rendevano possibile l'individuazione di missili SAM e dei relativi siti di lancio; ma la modifica principale consisteva nell'installazione di apparecchiature in grado di intercettare le comunicazioni radio tra i velivoli nemici e le rispettive basi. Grazie a queste nuove apparecchiature (denominate Rivet Gym), affidate a personale vietnamita (in grado di capire le conversazioni), era possibile ottenere una considerevole mole aggiuntiva di informazioni. Il velivolo in questione venne identificato con il nome di Rivet Top.
I fattori negativi delle nuove installazioni erano rappresentati dall'impossibilità di individuare con esattezza da quale velivolo nemico provenissero le comunicazioni intercettate (limitando con ciò la possibilità di sfruttare quanto appreso con azioni mirate da assegnare ai velivoli da caccia in quel momento in volo) e dalla necessità di mantenere la massima segretezza sull'esistenza di tali apparati.
Gli apparati Rivet Gym furono installati su un imprecisato numero di altri EC-121 fin dal maggio del 1968 ma solo nel corso del 1972 agli equipaggi dei velivoli che li impiegavano fu consentito di trasmettere in tempo reale le informazioni acquisite, tuttavia (sia per la scarsa conoscenza sulla natura certa della fonte informativa, sia per la scarsa qualità delle trasmissioni radio) non sempre gli equipaggi dei caccia statunitensi erano in grado di sfruttare al meglio tali informazioni.

#### Operazione Kingpin

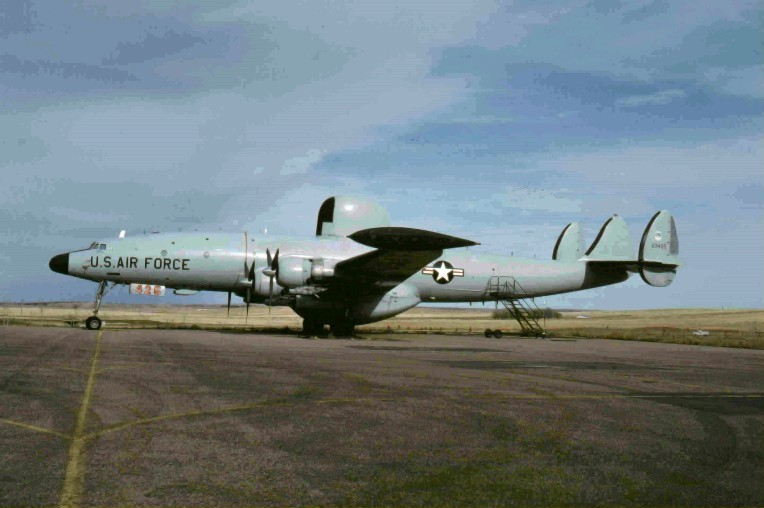
Un Warning Star della versione EC-121T in una foto presa al Peterson Air and Space Museum di Colorado Springs.

Nell'ambito dell'Operazione Ivory Coast, una serie di operazioni di forze speciali che avevano l'obiettivo di liberare soldati americani detenuti in campi nord vietnamiti, il 20 novembre del 1970 l'US Army realizzò l'Operation Kingpin (letteralmente Operazione Perno).
Delle forze complessivamente utilizzate facevano parte due Warning Star che incorporavano una serie di nuove apparecchiature che avrebbero, in un secondo tempo, dato origine alla versione EC-121T. Sostanzialmente si trattava di apparecchiature analoghe a quelle impiegate dal Grumman E-1B Tracer dell'US Navy, note come Naval Tactical Data System (NTDS).
Nella notte del 20 novembre i due velivoli, rispettivamente indicati come Frog 01 e Frog 02, decollati dalla base thailandese di Korat presero posizione nei cieli del Golfo del Tonkino; i velivoli dovevano fornire copertura alle forze in azione sia mediante l'identificazione a distanza dei velivoli nemici presenti nell'area (con l'impiego dei radar e degli interrogatori dei transponder) sia mediante l'intercettazione delle comunicazioni nemiche utilizzando le apparecchiature Rivet Top presenti a bordo. Mentre Frog 01 doveva operare a bassa quota (secondo lo schema delle precedenti Alpha Orbit), Frog 02 doveva fungere da velivolo di riserva.
Fin dal momento della discesa verso la quota operativa Frog 01 manifestò un problema ad uno dei motori e fu costretto a raggiungere la base di Đà Nẵng; dal canto suo Frog 02 manifestò problemi alle apparecchiature IFF che si rivelarono sostanzialmente inefficaci, anche a causa delle operazioni di jamming messe in atto dagli EKA-3B Skywarrior dell'US Navy contemporaneamente impegnati nella medesima operazione. Il velivolo venne comunque mantenuto nella zona delle operazioni per avvalersi delle sue capacità di intercettazione delle comunicazioni radio dei velivoli nemici.

#### Disco
Nel mese di dicembre del 1971, contrariamente a quanto previsto con i recenti rimpatri, i Warning Star fecero ritorno nel teatro vietnamita: sette esemplari, aggiornati nelle apparecchiature elettroniche allo standard della versione EC-121T, vennero rischierati per l'ennesima volta nella base di Korat. Nuovamente inquadrati nella College Eye Task Force questi velivoli ripresero le missioni nei cieli del Laos, durante le quali venivano identificati con il nome in codice Disco.
Quando, nel maggio del 1972, venne lanciata l'Operazione Linebacker gli EC-121 costituivano una delle principali fonti di copertura radar del territorio e la loro opera risultò ancora così preziosa che, malgrado il persistere di difficoltà nelle comunicazioni radio, all'inizio del mese di luglio venne decisa la realizzazione di una seconda missione Disco che veniva svolta ricalcando (sia nel percorso che nella quota operativa) le precedenti Alpha Orbit, nei cieli del Golfo del Tonkino. La grande mole di dati disponibili dalle varie fonti, tra cui i due Warning Star in volo nelle due suddette orbite, e la realizzazione di una vera e propria centrale di coordinamento e gestione delle informazioni (il Teaball Weapons Control Center, realizzato presso la base di Nakhon Phanom) pur scontrandosi, anche in questo caso, con i persistenti problemi nelle comunicazioni radio portarono ad una inversione di tendenza nei risultati degli abbattimenti rispetto a quanto fatto registrare nei mesi precedenti.

## Versioni e varianti

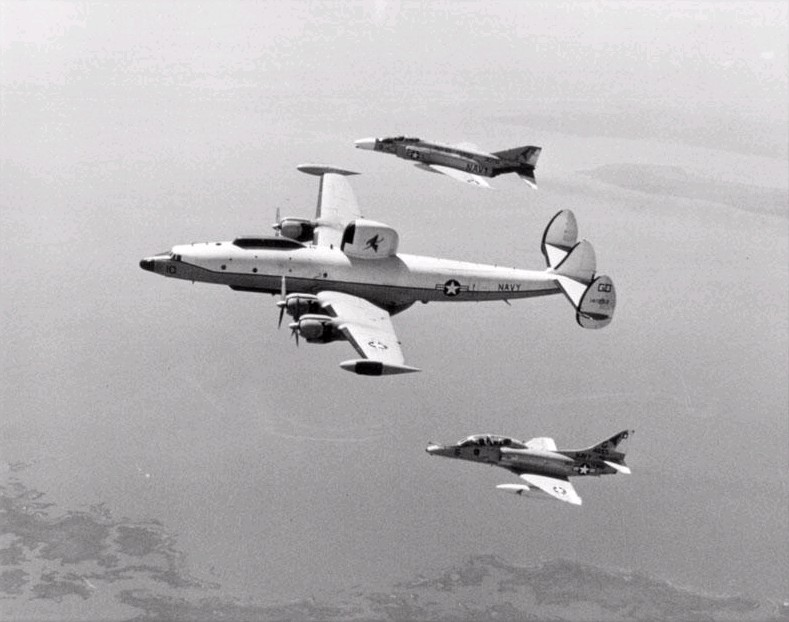
Un NC-121K del "VAQ-33" in formazione con un F-4B Phantom ed un EA-4F Skyhawk, 1973.

I dati sulle versioni sono tratti da "www.uswarplanes.net"

### US Navy
- WV-1: versione che funse da prototipo; realizzata impiegando cellule del Model L-749A; presentava un singolo radome dorsale ed aveva il muso allungato; designata PO-1W prima del 1952, venne realizzata in due esemplari costruiti tra il 1949 ed il 1950.
- WV-2: realizzata in 142 esemplari, fu la principale variante utilizzata dall'US Navy. La cellula era identificata dalla Lockheed come Model L-1049A; le ali erano dotate di serbatoi supplementari alle estremità; le apparecchiature elettroniche erano alloggiate in due radome (uno ventrale ed uno dorsale) e nel muso, allungato, era disposto il radar meteorologico. Prima del 1952 la denominazione era PO-2W. La produzione di questi velivoli avvenne tra il 1953 ed il 1958; gli esemplari ancora in uso nel 1962 vennero ridenominati EC-121K. La realizzazione di altri 22 velivoli della stessa serie fu cancellata.
  - NC-121K: serie di sette esemplari ex EC-121K modificati per missioni speciali.
  - NEC-121K: altri due esemplari di EC-121K modificati, nel corso del 1963, per la sperimentazione di nuove apparecchiature.
  - YEC-121K: designazione assegnata ad un EC-121K e ad un NEC-121K impiegati in una nuova serie di sperimentazioni; caratterizzati dall'installazione di un imprecisato numero di nuovi radome.
  - WV-2E: un esemplare di WV-2 venne utilizzato, nel 1956, per sperimentare l'impiego di un radome rotante (noto anche con il termine rotodome); dopo il 1962 venne denominato EC-121L.
  - WV-2Q: dodici esemplari di WV-2 trasformati, nel 1962, per destinarli a missioni di contromisure elettroniche; vennero presto rinominati in EC-121M; un numero imprecisato venne trasferito all'USAF.
  - EC-121P: versione anti-sottomarino, realizzata convertendo 22 esemplari di EC-121K; tre di questi velivoli verranno successivamente ceduti all'USAF (che li designerà JEC-121P) per prove di nuove apparecchiature avioniche.
- WV-3: serie di 8 esemplari, prodotti nel corso del 1955 destinati a compiti di ricognizione meteorologica. Anche in questo caso le cellule erano della versione L-1049A ma le ali erano prive di serbatoi alle estremità e non erano presenti i radome per le apparecchiature elettroniche. Ridesignati (unitamente ad un altro velivolo già appartenente alla serie WV-2 e portato al medesimo standard) WC-121N dopo il 1962; vennero impiegati per lo studio degli uragani.
  - EC-121N: singolo esemplare di WC-121N al quale furono rimosse le apparecchiature meteorologiche.
- XW2V-1: sviluppo proposto all'US Navy: avrebbe dovuto utilizzare la cellula dell'L-1649A Starliner ed i motori turboelica Allison T56-A8; come armamento di difesa sarebbe stato programmato l'impiego di missili CIM-10 Bomarc[38]. Lo sviluppo venne però abbandonato.

### USAF

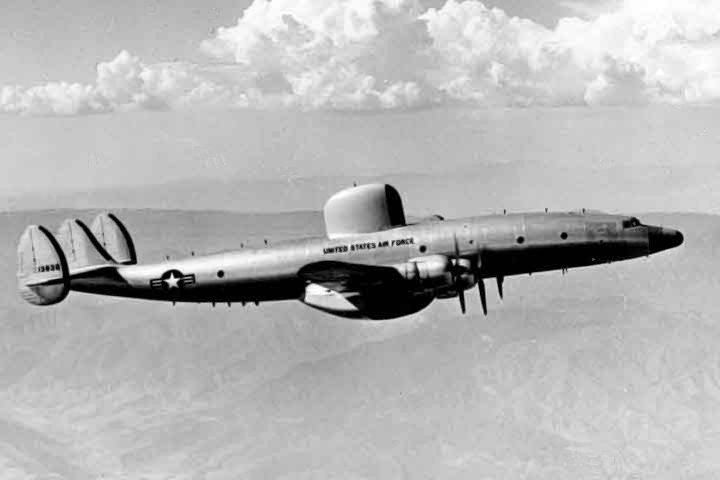
Il primo RC-121C USAF, 1955.

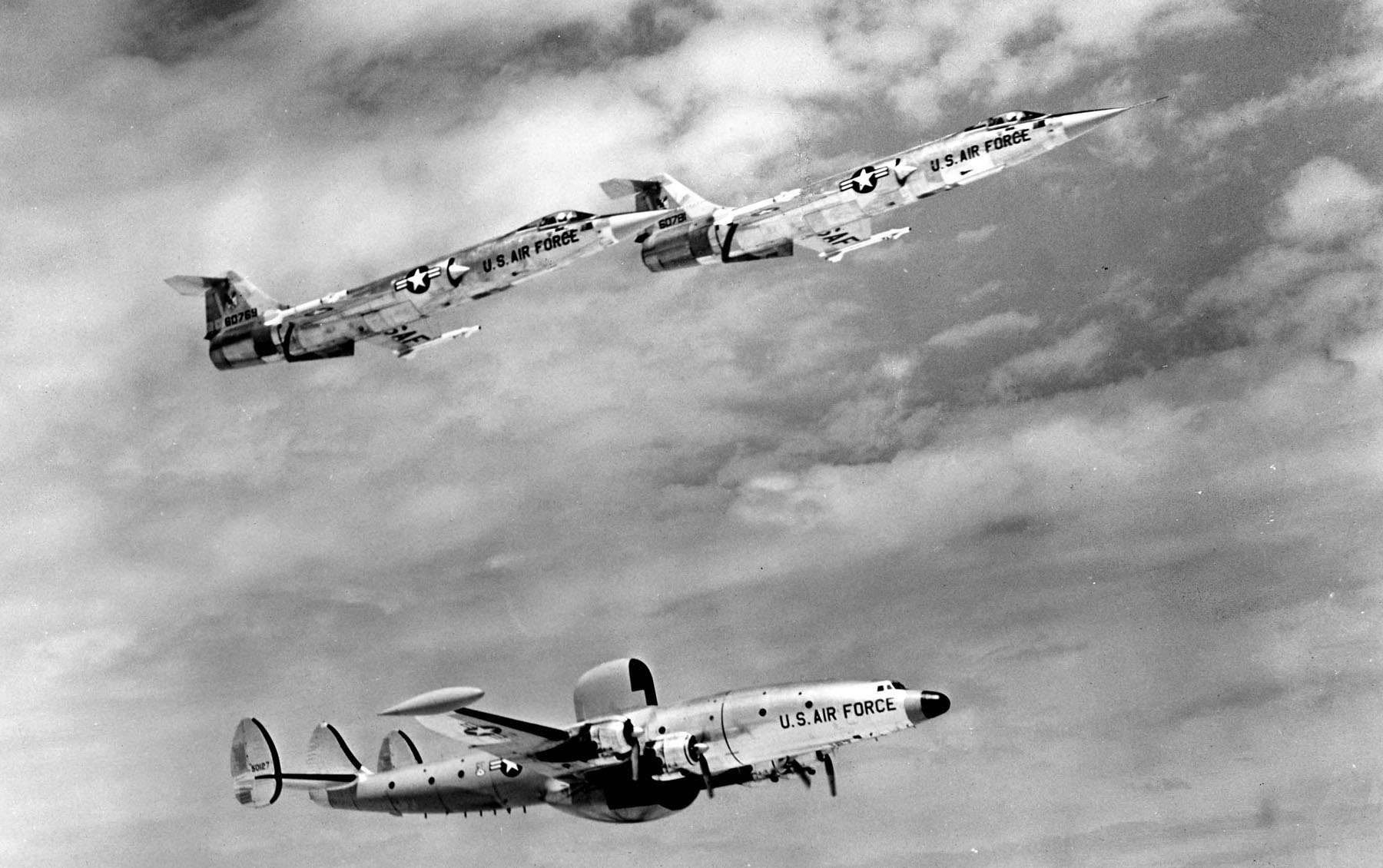
L'RC-121D 53-0128 USAF in formazione con due Lockheed F-104 Starfighter.

- RC-121C: prima versione adottata dall'USAF: costituita da dieci esemplari del Model 1049B dotati di radome dorsale e ventrale; realizzati tra il 1952 ed il 1953, verranno ridenominati EC-121C nel 1962. Tale sigla era già stata impiegata in precedenza per un esemplare da trasporto (C-121C) utilizzato a scopi sperimentali.
  - JC-121C: designazione adottata per identificare due conversioni dal C-121C ed una dal TC-121C usati quali laboratori volanti per test sull'avionica. Uno di questi aerei venne successivamente modificato per fungere da postazione di controllo di droni, acquisendo la sigla DC-121C.
  - JRC-121C: designazione assegnata temporaneamente (tra il 1958 ed il 1962) ad un singolo esemplare di RC-121C per una serie di voli sperimentali.
  - TC-121C: nove RC-121C modificati prima del 1962 come addestratori per gli equipaggi.
- RC-121D: serie di 72 velivoli (Model L-1049A) costruiti tra il 1954 ed il 1956. Dotati di nuove apparecchiature elettroniche, erano equipaggiati con i serbatoi supplementari di carburante alle estremità alari. Vennero ridesignati EC-121D nel 1962.
  - EC-121D Quick Look: laboratorio volante per il sistema IFF QRC-248.
  - EC-121H: designazione di 42 esemplari di EC-121D aggiornati nel 1962, cui si aggiunsero sette WV-2/EC-121K acquisiti dalla US Navy.
  - EC-121J: Due EC-121D modificati con avionica aggiornata. Uno di questi venne successivamente ulteriormente modificato per una serie di test, acquisendo la denominazione di TC-121J.
  - EC-121Q: quattro EC-121D e due EC-121H, modificati con aggiornamenti sull'elettronica destinati alle missioni Gold Digger USAF.
  - EC-121T: variante finale USAF, 22 conversioni da 22 EC-121D e un EC-121H, realizzata nel 1969. Uno di questi velivoli è in esposizione presso il Peterson Air and Space Museum.[39]
- JC-121K: un EC-121K ceduto dall'US Navy, venne modificato ed utilizzato come laboratorio volante per avioniche da parte dell'United States Army.
- EC-121M: designazione relativa ad almeno un EC-121D (ex US Navy) usato per missioni SIGINT, in particolare destinate alla decrittazione delle comunicazioni nemiche durante la guerra del Vietnam, mediante l'impiego di un sistema chiamato Rivet Top.[30]
- JEC-121P: esemplari di EC-121P trasferiti dall'US Navy per una serie di prove.
- EC-121R: 30 EC-121K / EC-121P / WC-121N trasferiti all'USAF nel periodo 1967–1970 ed equipaggiati con un nuovo sistema di elaborazione dei segnali (chiamato Batcat) ed impiegato, ancora una volta, durante la guerra del Vietnam.
- EC-121S: conversione di cinque velivoli ex C-121C Constellation da trasporto, destinati alla Pennsylvania Air National Guard.
- EC-121T: ultima versione realizzata; si trattò di 29 velivoli utilizzati dall'USAF ottenuti mediante l'aggiornamento delle apparecchiature di esemplari delle serie EC-121D (22 esemplari) ed EC-121H (i rimanenti 7).
- XW2V-1: sviluppo progettuale proposto all'US Navy; avrebbe dovuto impiegare cellule del Model 1649 motorizzato con quattro turboeliche Allison T56. Non ebbe seguito produttivo.

## Utilizzatori
Stati Uniti
- United States Air Force
- United States Navy
- Air National Guard

## Incidenti
Dati tratti da Aviation Safety Network.
Durante tutta la loro vita operativa, i Warning Star appartenenti alle diverse forze armate furono coinvolti complessivamente in 31 incidenti di vario tipo; ventuno di questi velivoli erano in carico all'US Navy e gli altri dieci all'USAF.
Non risultano abbattimenti da parte delle forze nemiche durante la guerra del Vietnam. L'unico abbattimento venne registrato il 15 aprile del 1969 quando un esemplare di EC-121M della marina venne abbattuto nei cieli del Mar del Giappone ad opera di due caccia MiG-17 nord coreani durante una missione la cui natura non fu indicata dalle autorità statunitensi.

## Modellismo
- (EN) EC-121 Warning Star, su Cybermodeler Online, http://www.cybermodeler.com, 29 maggio 2011. URL consultato il 28 agosto 2011.